# Melanterius
Melanterius – rodzaj chrząszczy z rodziny ryjkowcowatych i podrodziny Molytinae. Zamieszkują Australię, skąd introdukowano je do Afryki.
Rodzaj ten opisany został w 1842 roku przez W.F. Erichsona. Tradycyjnie zaliczany był do plemienia Storeini, jednak prace z XXI wieku wskazują, że należy do Molytinae. C.H.C. Lyal w 2014 zaliczył go wraz z Arthriticosoma, Chalcodermus, Cycloporopterus, Hybophorus, Lybaeba, Moechius, Neomelanterius, Teutheria do nieformalnej grupy rodzajów w obrębie Molytinae incertae sedis. Grupa ten może być blisko spokrewniona z Cleogonini i w tym właśnie plemieniu umieszcza ją Atlas of Living Australia.
Chrząszcze te mają ciała czarne do brązowych, długości od 3 do 5 mm. Przechodzą swój rozwój w nasionach, głównie akacji. Dorosłe spotyka się między wrześniem a listopadem, a ich pojaw związany jest z okres wytwarzania nasion przez roślinę żywicielską. Samica wygryza otwór w ściance młodego nasiona i tam składa po jednym jaju. Pędrakowate larwy żywią się wnętrzem nasiona i po 4-6 tygodniach od wyklucia osiągają pełnię rozwoju. Wówczas wygryzają się przez łupinę, zostawiając okrągły otwór, i wypadają do gleby. Tam tworzą kokon i przechodzą przepoczwarczenie. Dorosłe opuszczają kokony 6 do 8 tygodni później, między grudniem a marcem, jednak pozostają nieaktywne do wiosny.
Do Afryki Południowej introdukowano gatunki M. acaciae, M. maculatus, M. servulus i M. ventralis. Wykorzystuje się je do biologicznego zwalczania niektórych gatunków akacji i Paraserianthes lophantha, będących tam obcymi gatunkami inwazyjnymi.
Należy tu 75 gatunków:

- Melanterius aberrans Lea, 1899
- Melanterius acaciae Lea, 1899
- Melanterius antennalis Lea, 1899
- Melanterius aratus Pascoe, 1885
- Melanterius arenaceus Lea, 1928
- Melanterius atronitens Lea, 1931
- Melanterius baridioides Lea, 1913
- Melanterius bicalcaratus Lea, 1913
- Melanterius bidentatus Lea, 1899
- Melanterius biseriatus Lea, 1913
- Melanterius cardiopterus Lea, 1913
- Melanterius castaneus Lea, 1899
- Melanterius cicatricosus Lea, 1928
- Melanterius compositus Lea, 1909
- Melanterius confusus Lea, 1913
- Melanterius conspiciendus Lea, 1909
- Melanterius cordipennis Lea, 1899
- Melanterius corosus (Boisduval, 1835)
- Melanterius costatus (Lea, 1899)
- Melanterius costipennis Lea, 1905
- Melanterius curvirostris Lea, 1931
- Melanterius ellipticus Lea, 1913
- Melanterius elusus (Casey, 1892)
- Melanterius fasciculatus Lea, 1913
- Melanterius femoralis Lea, 1928
- Melanterius humeralis Lea, 1928
- Melanterius imitator Lea, 1913
- Melanterius incisus Lea, 1928
- Melanterius incomptus Lea, 1899
- Melanterius inconspicuus (Lea, 1899)
- Melanterius insularis Lea, 1928
- Melanterius interstitialis Lea, 1899
- Melanterius labeculosus Lea, 1928
- Melanterius lamellatus Lea, 1913
- Melanterius lateralis Lea, 1928
- Melanterius laticornis Lea, 1913
- Melanterius latipennis Lea, 1928
- Melanterius legitimus Lea, 1909
- Melanterius leptorrhynchus Lea, 1911
- Melanterius leucophaeus Lea, 1913
- Melanterius maculatus Lea, 1899
- Melanterius maestus Lea, 1913
- Melanterius mediocris Lea, 1913
- Melanterius microtrichius Lea, 1928
- Melanterius minor Lea, 1913
- Melanterius modestus Lea, 1928
- Melanterius modicus Lea, 1928
- Melanterius multimaculatus Lea, 1928
- Melanterius nemorhinus Lea, 1913
- Melanterius oleosus Lea, 1928
- Melanterius parvidens Lea, 1899
- Melanterius persimilis Lea, 1909
- Melanterius porcatus Erichson, 1842
- Melanterius porosus Lea, 1899
- Melanterius rufirostris Lea, 1928
- Melanterius rufus Lea, 1928
- Melanterius semiporcatus Erichson, 1842
- Melanterius semiporosus Lea, 1908
- Melanterius servulus Pascoe, 1872
- Melanterius setistriatus Lea, 1931
- Melanterius solitus Lea, 1899
- Melanterius squamipennis Lea, 1928
- Melanterius stenocnemis Lea, 1913
- Melanterius strabonus Lea, 1899
- Melanterius submaculatus Lea, 1928
- Melanterius tenuis Lea, 1899
- Melanterius tibialis Lea, 1928
- Melanterius tropicus Lea, 1928
- Melanterius unidentatus Lea, 1899
- Melanterius ventralis Lea, 1899
- Melanterius villosipes (Lea, 1931)
- Melanterius vinosus Pascoe, 1872
- Melanterius vulgivagus Lea, 1899